# Palaquium supfianum
Palaquium supfianum är en tvåhjärtbladig växtart som beskrevs av Rudolf Schlechter. Palaquium supfianum ingår i släktet Palaquium och familjen Sapotaceae. Inga underarter finns listade i Catalogue of Life.